# سیدنی اوانز (ورزشکار)
سیدنی اوانز (انگلیسی: Sidney Evans; ۱ ژانویهٔ ۱۸۸۱ – ۸ ژانویهٔ ۱۹۲۷) بوکسور اهل پادشاهی متحد بریتانیای کبیر و ایرلند بود.